# Spätere Heirat ausgeschlossen
Spätere Heirat ausgeschlossen ist eine US-amerikanische Filmkomödie aus dem Jahr 1933 von Robert Florey mit Bette Davis und Gene Raymond in den Hauptrollen. Der von Warner Bros. produzierte Pre-Code-Film ist eine Neuverfilmung des 1931 entstandenen Dramas Illicit und basiert auf einem unveröffentlichten Bühnenstück von Edith Fitzgerald und Robert Riskin.

## Handlung
Die junge Künstlerin Helen Bauer ist modern eingestellt und lebt mit ihrem Partner Don Peterson ohne Trauschein zusammen. Erst ihr konventioneller Vater Adolphe kann sie zur Heirat überzeugen.
Don ist ein Werbefachmann, dessen Geschäfte in eine Krise geraten. Dies hat auch Einfluss auf das Eheleben. Helen erfährt, dass sich Don mit ihrer verheirateten Freundin Peggy Smith trifft. Helen ist der Überzeugung, dass die Heirat an sich der Ursprung ihrer Probleme ist. Sie schlägt vor, dass sie und Don eine Weile getrennt leben.
Als Don Helen eines Abends besuchen will, ist diese zu einer Verabredung mit Nick Malvyn unterwegs. In seiner Eifersucht sucht Don Peggy auf, während Helen den Abend mit Nick verbringt. Nicks Avancen werden jedoch vom Besuch eines Freundes unterbrochen.
Helen kehrt heim und wird von Don erwartet. Sie sprechen sich aus und erkennen, dass ihre Liebe zueinander alle Widrigkeiten und Probleme überstehen wird.

## Produktion

### Hintergrund
Gedreht wurde der Film in den Warner-Studios in Burbank.
Für Bette Davis war es die erste Hauptrolle ihrer Karriere. Die Dreharbeiten dauerten 18 Tage, der Film kostete 115.000 Dollar (2023: 2,7 Millionen Dollar).

### Stab
Jack Okey oblag die künstlerische Leitung. Orry-Kelly war für das Kostümbild zuständig. Leo F. Forbstein dirigierte das Vitaphone-Orchester.

### Besetzung
In kleinen nicht im Abspann erwähnten Nebenrollen traten George Beranger und Hedwiga Reicher auf.

### Musik
Im Film sind folgende Stücke zu hören:
- Why Can't this Night Go Forever? von Isham Jones
- You Know How von Henry H. Tobias und Gordon Clifford
- Karabalí von Ernesto Lecuona
- Dich, teure Halle aus der Oper Tannhäuser und der Sängerkrieg auf Wartburg von Richard Wagner
- Under My Umbrella von Pete Wendling und George W. Meyer
- I Got Myself in Bad von Sammy Fain
- I Found My Romance von Sam H. Stept

## Veröffentlichung
Die Premiere des Films fand am 14. Mai 1933 statt. In der Bundesrepublik Deutschland wurde er am 1. August 1990 im deutschen Fernsehen ausgestrahlt.

## Kritiken
Der Filmkritiken-Aggregator Rotten Tomatoes hat in einer Auswertung ein Publikumsergebnis von 43 Prozent positiver Bewertungen ermittelt.
Das Lexikon des internationalen Films schrieb: „Komödie mit melodramatischen Akzenten aus dem Künstler-Milieu, die aus seinen zahlreichen Verwicklungen kaum unterhaltendes Kapital schlagen kann.“
Anmerkung: Das LdIF führt den Film unter dem Titel Spätere Heirat nicht ausgeschlossen.
Die Filmzeitschrift Cinema befand: „Nettes Remake von „Illicit“ (’31); mit einer unwiderstehlichen Bette Davis.“
Andre Sennwald von der The New York Times  bedauerte die junge Bette Davis, die mit ihrem Talent und ihrem Charme zum Star gemacht werden sollte. Ihre Bewunderer seien verwirrt, dass sie einen großen Teil ihrer Zeit in Badezimmerszenen verbracht habe. Ihre Schlagfertigkeit und ihr Verhalten seien manchmal schüchtern zweideutig, dann wieder deprimierend naiv und meistens einfach albern. Der Film zeige aber, sowohl von der Bedeutung als auch von der Ausführung her, die jeweiligen Vorteile der freien Liebe und der Heirat so direkt und grob wie möglich. Er biete ein aufrichtig geschriebenes und wahrhaftig aufgeführtes Bild der häuslichen Probleme zweier ineinander verliebten Menschen.
Die Toronto Film Society führte den Film am 12. Mai 2013 in Rahmen des Season 66 May Festival: The Pre-Code-Weekend auf. Auf ihrer Internetseite wurde neben Sennwalds Kritik auch die Kritik der Variety zitiert, die bemängelte, dass alles an dem Film törichterweise freimütig sei, ausgehend von der anfänglichen Prämisse einer trügerischen Beziehung, so dass keine Spannung aufkomme. Dazwischen gebe es eine Anzahl von Plattheiten, sowohl bei der Besetzung als auch beim Dialog.